# Paisatge amb l'embarcament en Òstia de Santa Paula Romana
Paisatge amb l'embarcament en Òstia de Santa Paula Romana, o més simplement L'embarcament de santa Paula és un quadre realitzat pel pintor francès del barroc Claude Lorrain. Mesura 211 cm d'alçada i 145 cm de llargada, i està pintat a l'oli sobre llenç. Data dels anys 1639-1640.
Va ser un encàrrec del rei d'Espanya Felipe IV per decorar el Palau del Buen Retiro (en concret per a la Galeria de Paisatges), formant part d'una sèrie pictòrica en la qual també van participar altres grans pintors de l'època, com Nicolas Poussin, Herman van Swanevelt, Jan Both, Gaspard Dughet i Jean Lemaire. De la col·lecció real va passar al Museu del Prado de Madrid, on s'exposa actualment (núm. de catàleg 2254).
Lorena va realitzar vuit quadres monumentals per al Palau del Buen Retiro, en dos grups: quatre de format longitudinal (1635-1638: Paisatge amb les temptacions de Sant Antoni, Paisatge amb Sant Onofre, Paisatge amb Santa María de Cervelló i un quart quadre desconegut) i quatre de format vertical (1639-1641: Paisatge amb Tobies i l'Arcàngel Rafael, Paisatge amb l'embarcament en Òstia de Santa Paula Romana, Paisatge amb Moisés salvat de les aigües del Nil, Paisatge amb l'enterrament de Santa Seràpia). El programa iconogràfic, pres de la Bíblia i Històries dels Sants, va ser triat pel comte-duc d'Olivares, que dirigia les obres.

## Descripció
Es tracta d'una escena religiosa. La història que explica és el moment en què Santa Paula (segle iv) s'acomiada dels seus fills i s'embarca en el port romà d'Òstia, marxant a Palestina, on viurà com a ermitana amb Sant Jeróni. Però el tema religiós és més aviat un pretext per pintar un paisatge. Claude va repetir el tema de santa Paula en altres dues obres, una conservada en la col·lecció del duc de Wellington (Strathfield Saye House) i una altra en el Museu dels Vosges (Épinal).

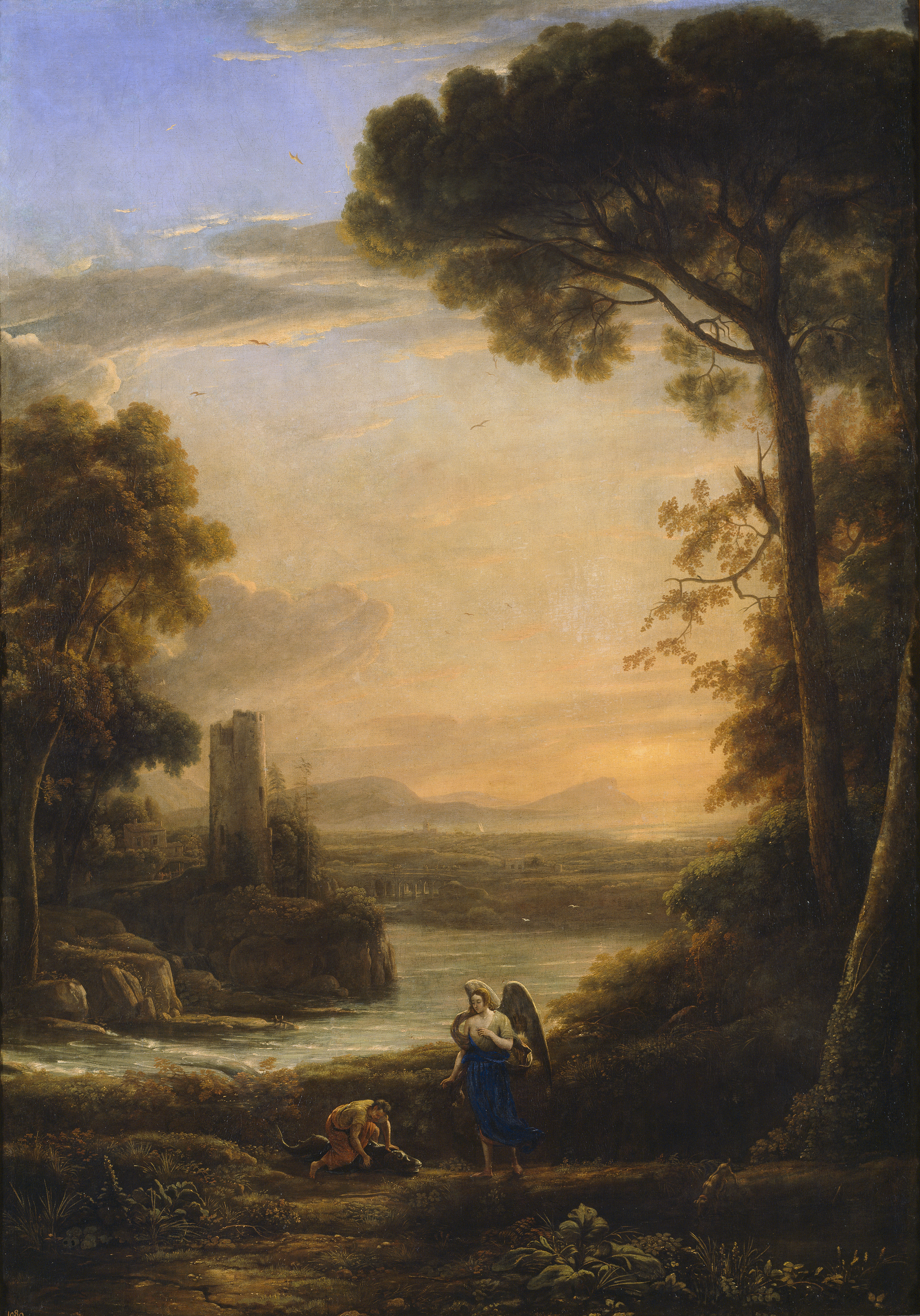
Paisatge amb Tobies i l'Arcàngel Rafael, parella de l'embarcament de santa Paula.

És una de les obres més conegudes de Claude Lorrain, i molt representativa del tipus de paisatge que realitzaven els grans mestres del classicisme barroc com Poussin i el mateix Claude, amb arquitectures monumentals o ruïnes emmarcant una naturalesa gairebé sempre idíl·lica i afable. És característica de Claude la llum daurada del sol en l'horitzó i la pequeñez de les figures en l'ambient grandiós que les envolta.

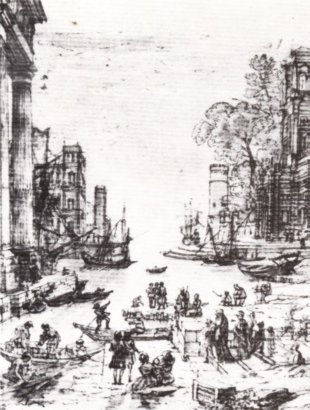
El port de Ostia amb l'embarcament de Santa Paula Romana, dibuix en el Liber Veritatis (Museu Britànic, Londres).

La composició del quadre està composta d'un punt de fugida central (on se situa el sol), al que condueix l'escenari disposat en forma de coulisse, de bastidors teatrals en forma d'arquitectures situades a banda i banda de l'escena. Aquesta arquitectura és anacrònica respecte a l'escena representada, ja que en comptes de pertànyer a època romana es correspon estilísticament amb l'arquitectura renaixentista.
Aquest quadre formava parella (pendant) amb Paisatge amb Tobies i l'Arcàngel Rafael, també en el Museu del Prado: mentre Santa Paula representa l'alba, Tobías està situat al capvespre, simbolitzant el pas del temps.
El quadre té dues inscripcions: IMBARCO S PAVLA ROMANA PER TERRA Sta (a baix a la dreta) i PORTUS OSTIENSIS A(ugusti) ET TRA(iani) (davant sobre una pedra).
Aquesta obra figura en el Liber Veritatis (quadern de dibuixos on Claudio deixava constància de totes les seves obres, per evitar les falsificacions) amb el número 49.